# Eirik Kvalfoss
Eirik Kvalfoss, född 25 december 1959 i Voss, är en norsk före detta skidskytt.
Kvalfoss blev olympisk guldmedaljör på 10 kilometer vid vinterspelen 1984 i Sarajevo.